# 咸興市
39°55′N 127°32′E / 39.917°N 127.533°E
咸興市（朝鲜语：／ Hamhŭng si */?）位於咸鏡南道中部海邊，位於朝鮮半島東海岸咸鏡灣畔，是僅次於平壤的朝鮮第二大城市，擁有化學、紡織、機械等大規模的重工業和輕工業基地，有許多觀光名勝。 亦是咸鏡南道的道府所在地。

## 历史

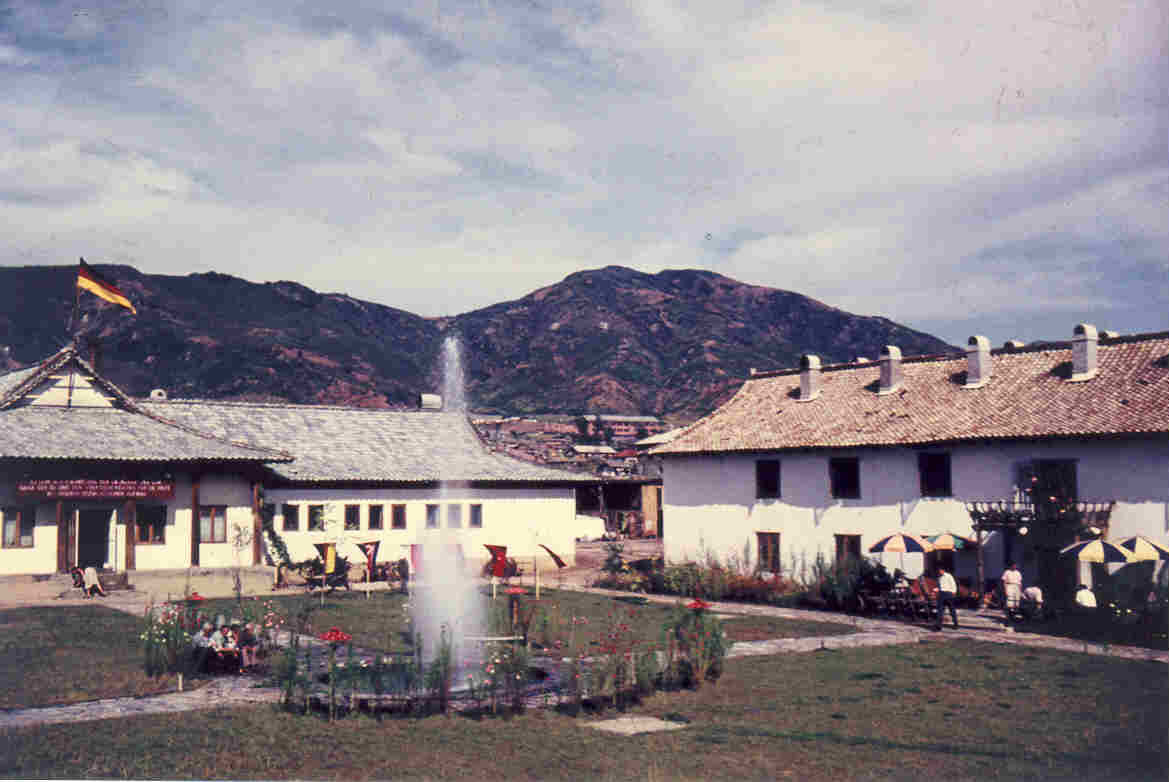
东德咸兴工作组（DAH）驻地（1958年）

这里最早是高句麗的地方，唐代是渤海國五京之一的南京南海府。高麗時是女真族地方，元代是雙城總管府，1356年置咸州，李成桂逊位后回到此地终老，朝鲜王朝把此地与鏡城合併为咸鏡道。
在朝鲜战争（1950-1953年）期间，这座城市被美国空袭摧毁了80-90%。咸兴曾于1950年10月17日至12月17日期间曾被韩国军队短暂占领。战后由东德主导了大规模的城市重建，同时通过该重建项目援助朝鲜培训建筑工程师、建筑师、城市规划师及建筑工人。东德于1955年向咸兴派遣规模175人的咸兴德国工作组（DAH），由包豪斯学派建筑师Konrad Püschel担任领导。重建项目于1962年，原定结束前2年因中苏分裂中朝鲜的亲中立场而提前结束。

## 行政區劃
- 咸興市直轄（56洞・1勞動者區・14里）
- 興南區域（흥남구역）（43洞・1勞動者區・5里）：沿海港灣的化學工業地帶，咸興的中心。
1960年設咸興直轄市（1970年降格為市），興南市併入重組並改稱興南區域，2001年復設興南市，全市2005年再併入咸興市改為區域至今。

### 已撤銷的行政區
- 海岸區域（해안구역）：機械工業的中心地，1990年前為龍城區域。2001年廢止，原轄共11洞2里行政區併入興南市。
- 沙浦區域（사포구역）：化學纖維的生產基地。1974年將本宮區域併入。2001年廢止，所轄10洞行政區直屬咸興市、餘行政區併入興南市。
- 城川江區域（성천강구역）：紡織中心，1990年前為城川區域。2001年廢止，原轄共18洞行政區直屬咸興市。
- 東興山區域（동흥산구역）：1977年前為盤龍區域。2001年廢止，原轄共16洞2里行政區直屬咸興市。
- 會上區域（회상구역）：1974年將德山郡併入。2001年廢止，原轄共12洞11里行政區直屬咸興市。
- 興德區域（흥덕구역）：2001年廢止，原轄共13洞1里行政區併入興南市。

## 地理環境

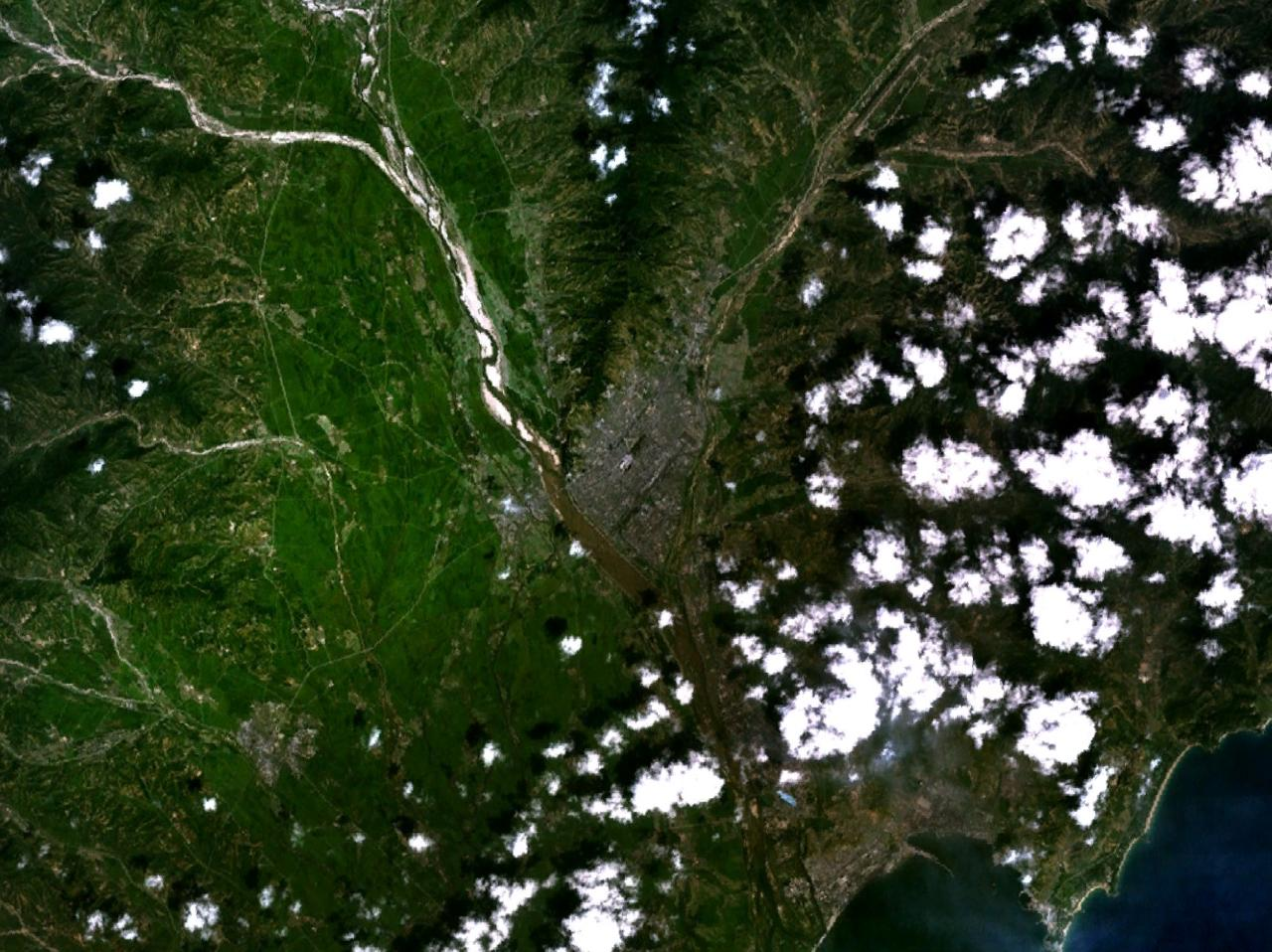
NASA World Wind

- 興南港 (흥남항)：是咸興市的出海港口，可停泊萬噸級船隻，對朝鮮的海上運輸和對外貿易具有重要意義。
- 境內的山峰有：東興山 (동흥산) ，高319米
- 境內的河流有：城川江 (성천강)
- 境內的主要平原有：咸興平原 (함흥평원)，面積約600平方公里

## 天氣

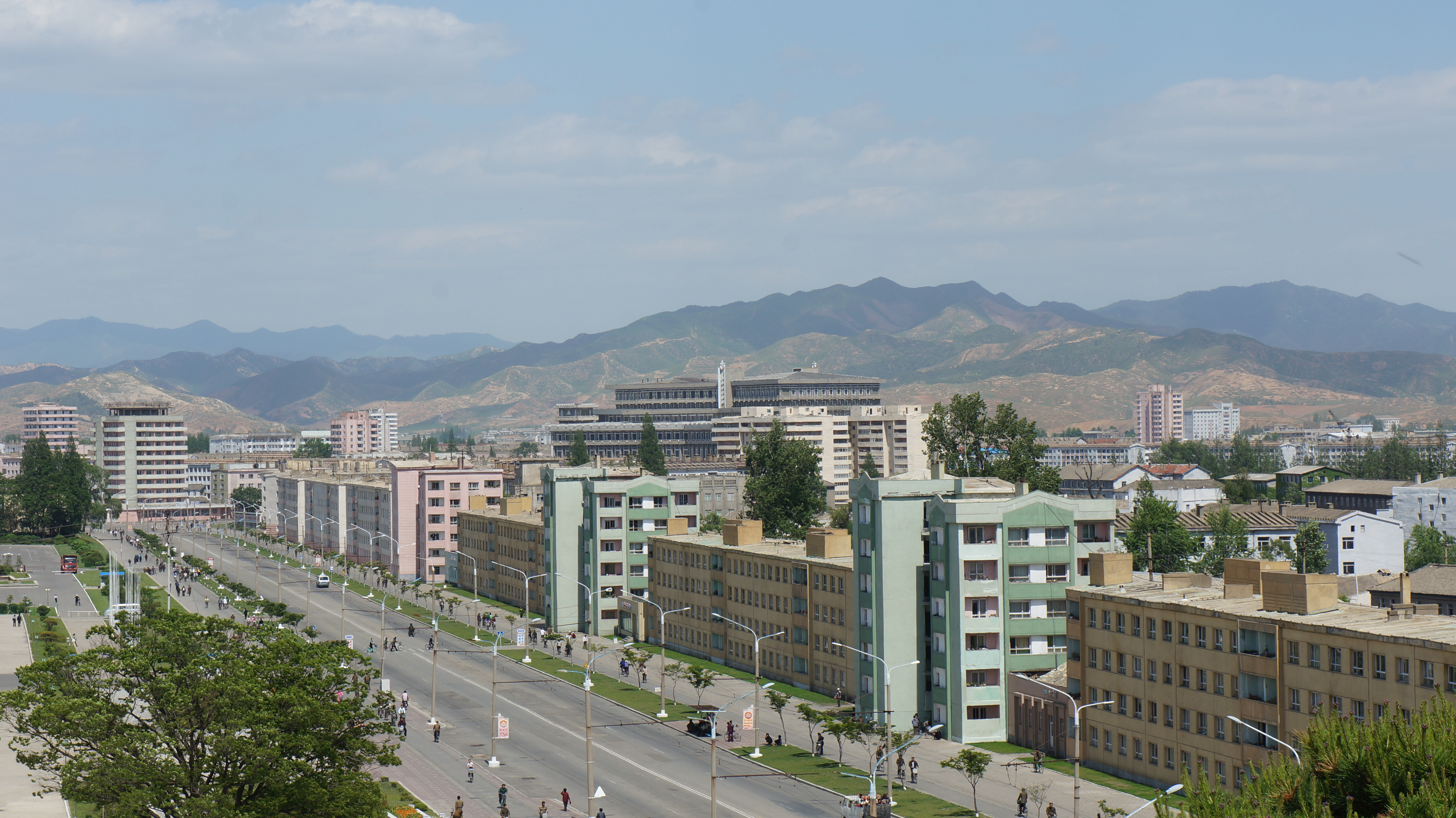
咸興市

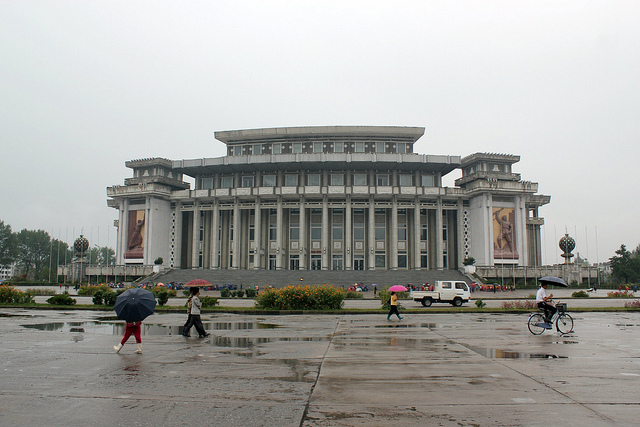
咸兴大剧场

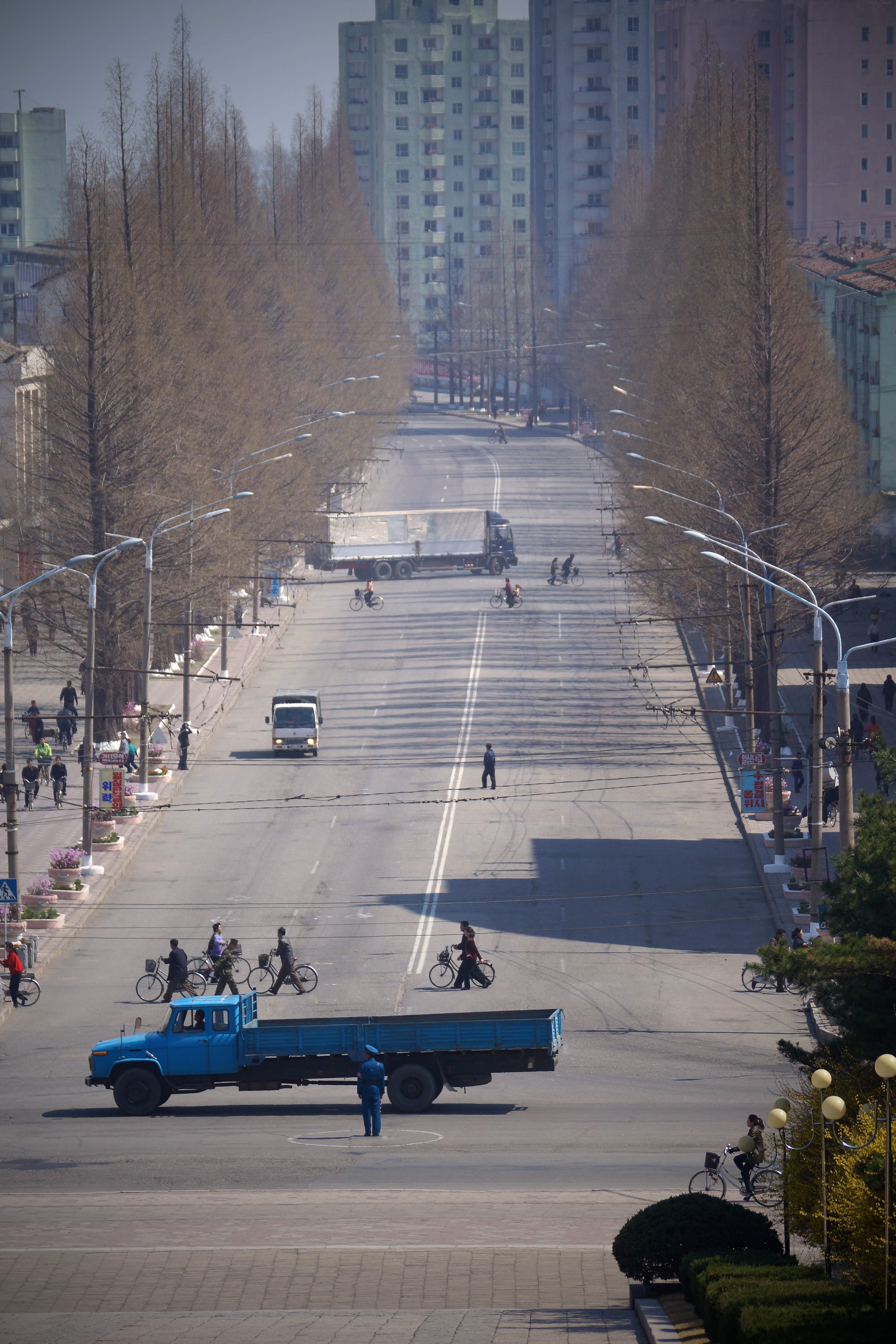
咸兴市内的一条道路

| 咸興市       | 咸興市 | 咸興市 | 咸興市 | 咸興市 | 咸興市 | 咸興市 | 咸興市 | 咸興市 | 咸興市 | 咸興市 | 咸興市 | 咸興市 | 咸興市 |
| 月份         | 1月    | 2月    | 3月    | 4月    | 5月    | 6月    | 7月    | 8月    | 9月    | 10月   | 11月   | 12月   | 全年   |
| ------------ | ------ | ------ | ------ | ------ | ------ | ------ | ------ | ------ | ------ | ------ | ------ | ------ | ------ |
| [ 來源請求 ] |        |        |        |        |        |        |        |        |        |        |        |        |        |

## 经济
咸兴是朝鲜化学工业、工矿业的中心之一。市内有冶炼镍矿的兴南冶炼厂:27，以及兴南化肥联合企业等化工企业。
在畜牧業方面，咸兴市有出产羊乳的青年山羊牧場。

## 觀光熱點
- 東興山：位於東興山區，最高峰是海拔319米。這裡有「九天閣」及「宣化堂」等古代建築和近期修建的「解放亭」等朝鮮式亭臺樓閣。
  - 「九天閣」坐落在東興山頂，在公元1108年修築的的咸興城牆的北將臺，戰時用作戰爭指揮所。
  - 「宣化堂」依傍著「東興山」，坐北向南，初建於公元1416年，重建於公元1764年。
- 周恩來同志的銅像：坐落在朝鮮全國化學肥料生產基地的「興南化肥聯合企業」的廣場。咸興市的民眾經常來這裡向銅像獻花。
- 黃草嶺真興王巡獵碑：紀念新羅真興王出行而立石碑，建於公元568年，原位於咸鏡南道咸興郡黃草嶺，在公元1852年，依觀察使尹定鉉的意見遷到了黃草嶺下的「真興里」現址。 該花崗岩造的石碑高：151.1厘米；闊：46.9厘米；深：24.5-48.5厘米。
- 麻田遊園地：國際聞名的海水浴場。

## 風味菜肴
- 咸興冷麵：以馬鈴薯為原料麵條裡放上甜酸脆爽的鱔魚、食鹽、芝麻、香油拌勻後再加上酸甜的佐料醬油食用。

## 交通
咸兴是一个朝鲜的交通枢纽，設有完善的電氣化鐵路及公路：
- 咸興市至平壤市約315公里；
- 咸興市至元山市約115公里；
- 咸興市至興南港約17公里。

## 教育

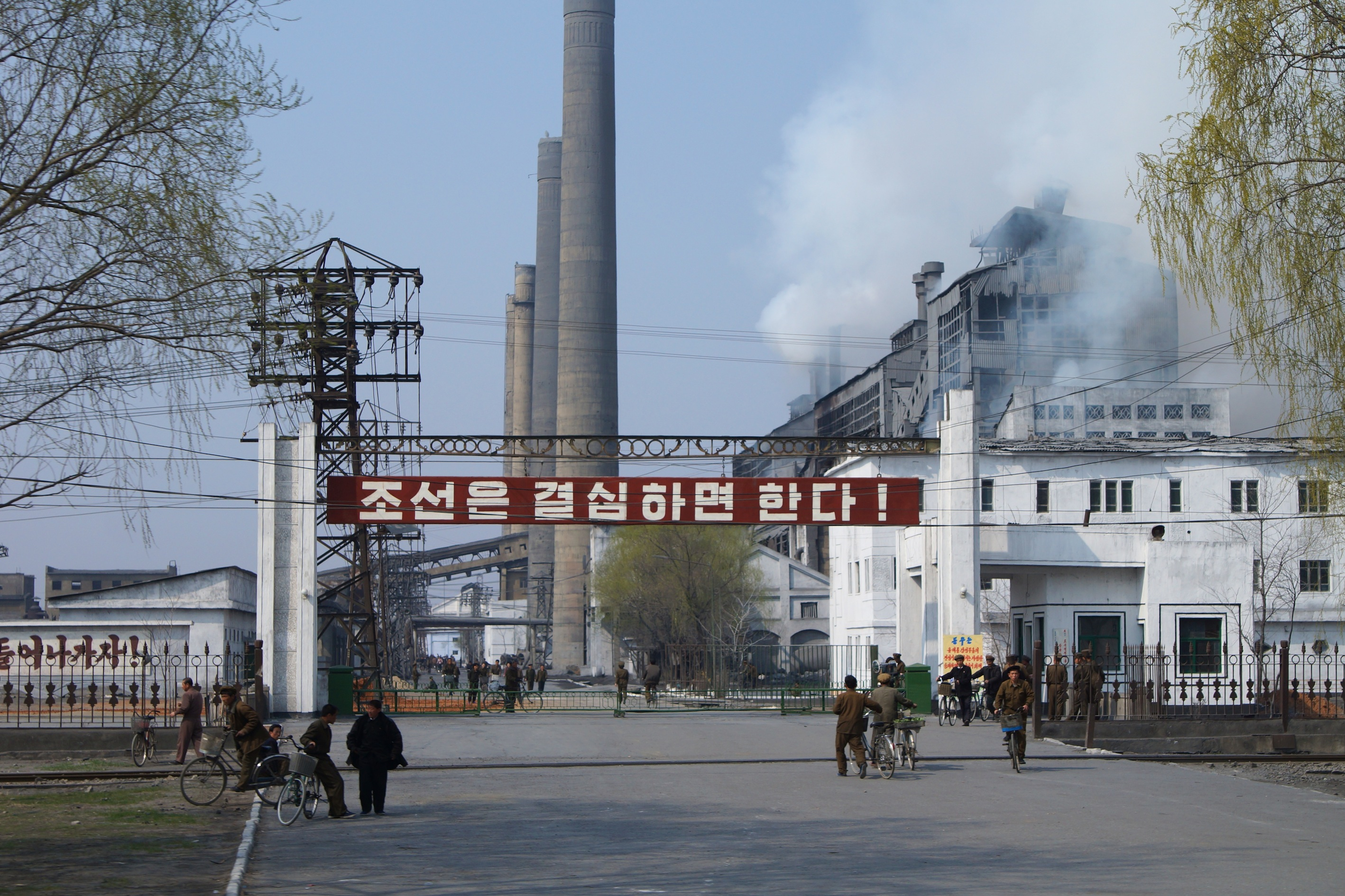
咸興市化工區

咸兴市有咸興化學工業大學、咸興醫科大學等高等院校。

## 知名人士
- 李成桂，朝鲜太祖
- 安寿吉，作家
- 杨亨燮，朝鲜最高人民会议前委员长
- 文在寅，大韓民國前總統，祖籍為咸興市興南區域。